# 铁干里克镇
铁干里克镇，是中华人民共和国新疆维吾尔自治区巴音郭楞蒙古自治州若羌县下辖的一个乡镇级行政单位。
2015年7月24日，新疆维吾尔自治区人民政府批复同意撤销铁干里克乡建制，设立铁干里克镇。

## 行政区划
铁干里克镇下辖以下地区：
古力巴格社区、果勒吾斯塘村、亚喀吾斯塘村、库尔干村、托格拉克勒克村、英苏牧业村和铁干里克村。